# قياس تداخل مديد القاعدة

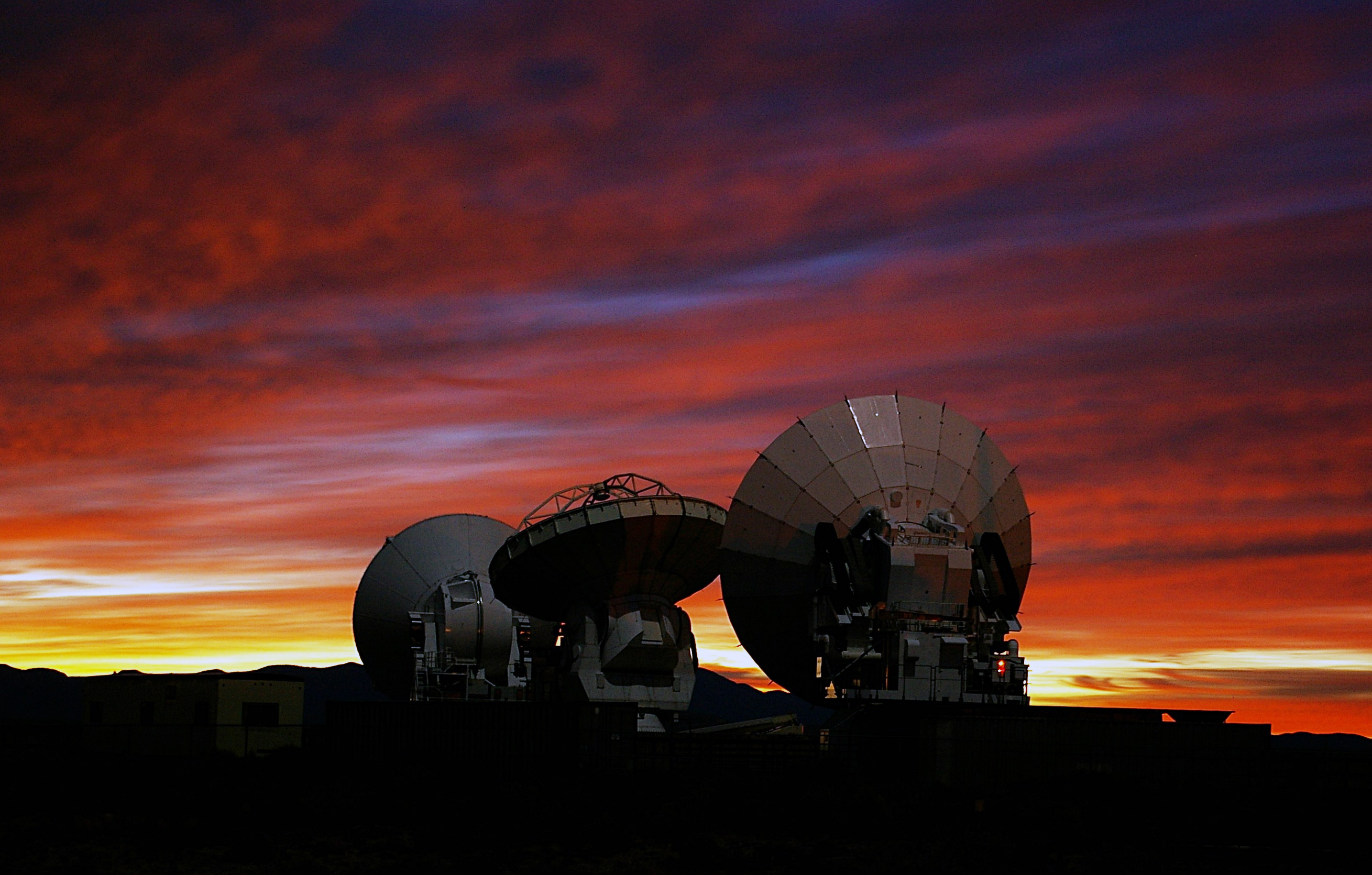
هوائيات مصفوف مرصد أتاكاما المليمتري الكبير لرصد الأشعة الراديوية الفلكية.

قياس التداخل المديد القاعدة (الخط الأساسي التداخلي الطويل جداً) (بالإنجليزية: Very-long-baseline interferometry) هو نوع من قياس التداخل الفلكي المستخدم في علم الفلك الراديوي. في في إل بي آي، تُجمع إشارة من مصدر راديوي فلكي، مثل الكوازارات (النجوم الزائفة)، باستخدام تلسكوبات راديوية متعددة على الأرض أو في الفضاء. ثم تُحسب المسافة بين التلسكوبات الراديوية باستخدام فارق توقيت وصول إشارة الراديو إلى التلسكوبات المختلفة. يسمح ذلك برصد جرم في وقت واحد بواسطة العديد من التلسكوبات الراديوية، ما يحاكي استخدام تلسكوب واحد ضخم بحجم يساوي المسافة القصوى الفاصلة بين التلسكوبات.
تتضمن البيانات المُستقبلة في هوائيات المصفوفة أوقات وصول الإشارة باستخدام ساعة ذرية محلية، مثل ميزر الهيدروجين. في وقت لاحق، تُجمع البيانات مع بيانات الهوائيات الأخرى التي سجلت نفس إشارة الراديو، لإنتاج الصورة النهائية. تتناسب الدقة التي يمكن تحقيقها باستخدام قياس التداخل مع تردد الرصد. تتيح تقنية في إل بي آي أن تكون المسافة بين التلسكوبات أكبر بكثير من المسافة الممكنة باستخدام قياس التداخل التقليدي، والذي يتطلب توصيل الهوائيات بواسطة كبل محوري أو دليل موجي أو ألياف بصرية أو أي نوع آخر من خطوط النقل الكهربائي. يمكن تحقيق مسافة أكبر في في إل بي آي بواسطة تقنية مرحلة الإغلاق التي طورها روجر جينيسون في خمسينات القرن العشرين، ما يسمح لـ في إل بي آي بإنتاج صور بدقة أفضل بكثير.
تُستعمل تقنيات في إل بي آي لتصوير المصادر الراديوية الكونية البعيدة، وتتبع المركبات الفضائية، بالإضافة لتطبيقات أخرى في القياس الفلكي. مع ذلك، نظرًا لأن تقنية في إل بي آي تقيس الفروق الزمنية بين وصول الموجات الراديوية إلى هوائيات منفصلة، يمكن أيضًا استخدامها «بطريقة معاكسة» لإجراء دراسات حول دوران الأرض، وحركات الصفائح التكتونية بدقة شديدة (في حدود ملليمترات)، وإجراء دراسات أخرى حول علم تقسيم الأرض (الجيوديسيا). يتطلب استخدام في إل بي آي بهذه الطريقة عددًا كبيرًا من قياسات فرق توقيت وصول الإشارات من مصادر بعيدة (مثل النجوم الزائفة) التي تُرصد بواسطة شبكة عالمية من الهوائيات على مدار فترة زمنية معينة.

## النتائج العلمية
تتضمن بعض النتائج العلمية المستمدة من في إل بي آي ما يلي:
- التصوير الراديوي عالي الدقة للمصادر الراديوية الكونية.
- تصوير أسطح النجوم القريبة ضمن أطوال موجية راديوية - استُخدمت تقنيات مماثلة لتصوير الأسطح النجمية ضمن الأشعة تحت الحمراء والضوء المرئي.
- تعريف الإطار المرجعي السماوي.[2][3]
- دراسة حركة الصفائح التكتونية الأرضية.
- دراسة التشوه الإقليمي والارتفاعات والانخفاضات السطحية المحلية.
- دراسة الاختلافات في ميلان الأرض وطول النهار.[4]
- تصحيح الإطار المرجعي الأرضي.
- قياس تأثير جاذبية الشمس والقمر على الأرض والبنية العميقة للأرض.
- تحسين نماذج الغلاف الجوي.
- قياس سرعة الجاذبية الأساسية.
- تتبع مسبار هويجنز أثناء مروره عبر الغلاف الجوي لتيتان، ما يسمح بقياس سرعة الرياح.[5]
- أجراء أول تصوير لثقب أسود فائق الكتلة.[7]

## مصفوفة قياس التداخل المديد القاعدة
هناك عدة صفائف قياس تداخل مديد القاعدة تقع في أوروبا وكندا والولايات المتحدة وروسيا وكوريا واليابان والمكسيك وأستراليا. أكثر صفيف قياس التداخل المديد القاعدة حساسية في العالم هي شبكة قياس التداخل المديد القاعدة الأوروبية. هذه المجموعة تعمل لبعض الوقت وتجمع أكبر الهوائيات الراديوية الأوروبية لدورات تستغرق عادة أسبوع، وتعالج البيانات في المعهد المشترك لقياس التداخل المديد القاعدة في أوروبا. تستخدم مجموعة مشروع صفيف الأساس الطويل جدا عشرة تليسكوبات مخصصة أقطار كل منها 25 مترا تمتد على 5351 ميلا عبر الولايات المتحدة، وهي أكبر مجموعة قياس تداخل مديد القاعدة تعمل على مدار السنة كأداة فلكية وجيوديسية.

## روابط خارجية
- منشاءة قياس التداخل المديد القاعدة الوطني، المملكة المتحدة للرصدات الفلكية الراديوية عالية الدقة
- خدمة قياس التداخل المديد القاعدة الأوروبي (الإنتاج السريع في الوقت الحقيقي) مشروع لمدة ثلاث سنوات (مارس 2006) تمويل من المفوضية الأوروبية
- المعهد المشترك لقياس التداخل المديد القاعدة في أوروبا
- خدمة قياس التداخل المديد القاعدة الدولية للجيوديسيا وعلم القياسات الفلكية
- IVSOPAR: مركز تحليل قياس التداخل المديد القاعدة في مرصد باريس